# Alfred Croiset
Pour les articles homonymes, voir Croiset.
Alfred Croiset, né le 5 janvier 1845 à Paris où il est mort dans le 6e arrondissement le 7 juin 1923, est un professeur d'université, philologue et helléniste français.

## Biographie
Fils de Paul Croiset (1814-1897), professeur au lycée Saint-Louis, et frère de Maurice Croiset (1846-1935), Alfred Croiset est élève au lycée Saint-Louis de 1855 à 1859 puis au lycée Louis-le-Grand de 1859 à 1864. Alfred Croiset est reçu premier à l'École normale supérieure en 1864, parmi ses professeurs, on retrouve Lachelier, Gaston Boissier et Jules Girard dont la fréquentation l'encourage sur la voie de l'hellénisme. Reçu premier à l'agrégation de lettres en 1867, Il enseigne alors la rhétorique aux lycées de Chambéry (1867), Nevers (1868), Montauban (1871) et au collège Stanislas (1871). Cette activité n'est interrompue qu'au moment de la guerre franco-allemande de 1870 lors de laquelle il s'engage volontairement. 
Le 7 avril 1873, il soutient ses deux thèses de doctorat ès lettres à la Faculté de Paris. La première, en français, s'intéresse à Xénophon. La deuxième, en latin, traite des personnes dans l’œuvre d'Aristophane.  Alfred Croiset épouse, la même année, Julier Didier, fille du proviseur de Louis-le-Grand. De ce mariage naissent deux enfants : Auguste Charles Henri Croiset, ingénieur, et Antoinette Félicité Geneviève qui épouse un lieutenant d'artillerie.

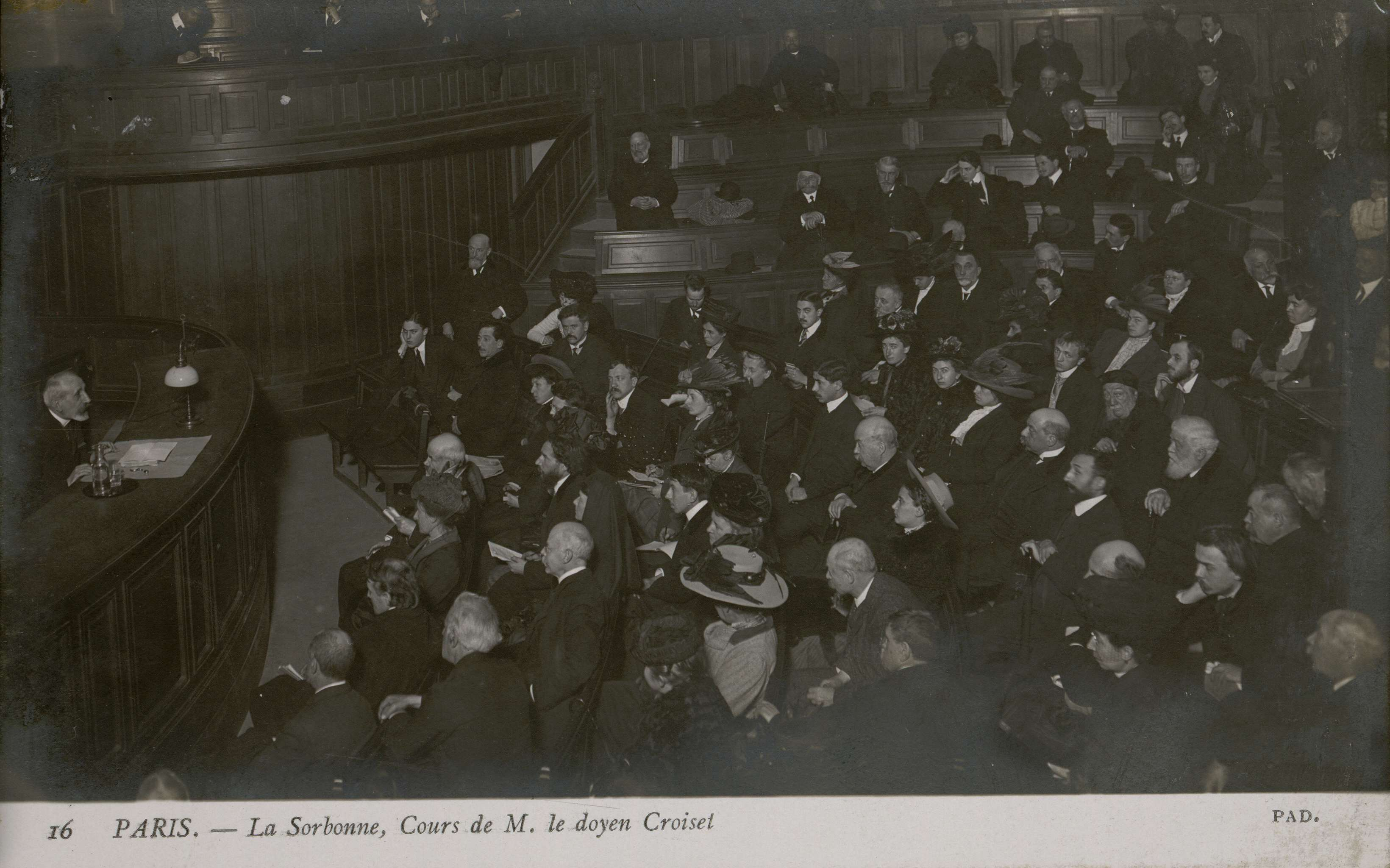
Carte postale d'un cours d'Alfred Croiset dans l'amphithéâtre Richelieu à La Sorbonne.

Par la suite, après avoir été professeur au lycée Charlemagne en 1874, il commence sa carrière universitaire à la Faculté des lettres de Paris. Il y est maître de conférences de langue et littérature grecques en 1877, directeur d'études pour les lettres et suppléant de Victor Egger en 1883 puis professeur d'éloquence grecque en 1885. Il est nommé ensuite assesseur du doyen de l'université de 1895 à 1920 et il en est aussi le doyen de 1898 à 1919. Il est admis à la retraite en 1921. Il a également enseigné à l'École des hautes études sociales. Parmi ses étudiants, on retrouve Gustave Glotz, Paul Mazon et Auguste Diès.
Au cours de sa carrière, Alfred Croiset préside plusieurs sociétés dont la Société de l'enseignement supérieur, l'Alliance française, la ligue pour la défense de l'hellénisme, l'Œuvre de l'orphelinat des armées en 1914-1918.
Alfred Croiset s'est surtout consacré à la littérature grecque. Ses travaux concernent les écrits de Pindare, Aristophane, Platon, Xénophon, Thucydide. Il écrit avec son frère Maurice Croiset du Collège de France une Histoire de la littérature grecque en cinq volumes publiée entre 1877 et 1899. Il s'intéresse également à l'histoire des démocraties antiques sur lesquelles il publie un ouvrage en 1909 dans l'introduction duquel il se place en opposition avec les méthodes de la sociologie telle qu'elle est alors enseignée à la Sorbonne par Émile Durkheim. Cet ouvrage et son auteur sont particulièrement critiqués par les cercles nationalistes qui dénoncent une "germanisation" d'Alfred Croiset.

## Distinction
Alfred Croiset est décoré Grand-Officier de la Légion d'honneur et il est également membre de l'Académie des inscriptions et belles lettres en 1886.

## Publications
- Xénophon, son caractère et son talent, 1873, thèse de doctorat.
- De personis apud Aristophanem, 1873, thèse de doctorat.
- La poésie de Pindare et les lois du lyrisme grec, 1880.
- Histoire de la littérature grecque, 5 volumes, 1897-1899, en collaboration avec son frère Maurice Croiset.
- Enseignement Et Démocratie: Leçons Professées À l'École Des Hautes Études Sociales, Félix Alcan, 1905 (ouvrage collectif avec Émile Devinat et d'autres auteurs).
- Les démocraties antiques, 1909.
- L'hellénisme, 1915.
- Leçons de littérature grecque, 1920.